# Amik
Amik fue la mascota de los Juegos Olímpicos de Montreal en Canadá en 1976. Esta mascota representa a un animal emblemático de Canadá: el castor.
El nombre de esta mascota, "Amik", significa justamente castor en el lenguaje indio de Algonquin, una región al norte de Canadá. Amik representaba la amistad, la paciencia y el trabajo duro que ayudó a la estructura de Canadá. Usaba un fajín rojo, igual que las cintas en las que se colgaron las medallas de los Juegos de 1976.